# Waterloo
Waterloo (wa. Waterlô) − miejscowość i gmina (commune) w środkowej Belgii, w Regionie Walońskim, w prowincji Brabancja Walońska, w okręgu Nivelles.
Waterloo to miejsce słynnej bitwy, będącej ostateczną klęską Napoleona. Rozegrała się 18 czerwca 1815 roku. Obecnie ok. 25% mieszkańców gminy stanowią obcokrajowcy, głównie pracownicy instytucji Unii Europejskiej w Brukseli oraz ich rodziny.

## Podział administracyjny
W skład gminy nie wchodzi żadna dzielnica (section).

## Współpraca
Miejscowości partnerskie:
- Nagakute, Japonia
- Rambouillet, Francja
- Waterloo, Kanada